# 井染祿朗
井染 祿朗（禄朗、いそめ ろくろう、1878年（明治11年）3月7日 - 1930年（昭和5年）4月20日）は、日本の陸軍軍人。最終階級は陸軍中将。旧姓・吉田。

## 経歴
山梨県出身。吉田文護の二男として生まれ、宮司・井染得佶の養子となる。陸軍幼年学校を経て、1899年（明治32年）11月、陸軍士官学校（11期）を卒業し、翌年6月、歩兵少尉に任官し近衛歩兵第2連隊付となる。日露戦争に出征。1909年（明治42年）12月、陸軍大学校（21期）を卒業し参謀本部員となる。
1911年（明治44年）11月、歩兵少佐に昇進。1913年（大正2年）4月、ロシア大使館付武官補佐官に発令され、参謀本部付、近衛歩兵第3連隊付、参謀本部付、参謀本部員を務め、1919年（大正8年）7月、浦塩派遣軍司令部付となりシベリア出兵に出動。ウラジオ特務機関長、チタ特務機関長を務め情報収集に従事。1920年（大正9年）1月、歩兵大佐に進んだ。
1921年（大正10年）4月、歩兵第37連隊長に就任。第14師団参謀長を経て、1924年（大正13年）2月、陸軍少将に進級し第4師団司令部付となる。1925年（大正14年）5月、歩兵第16旅団長に転じ、軍事調査委員長を経て、1929年（昭和4年）8月、陸軍中将となり第16師団留守司令官に就任したが、翌年4月、在任中に死去した。

## 栄典
- 1899年（明治32年）11月21日 - 恩賜の銀時計[5]

## 親族
- 息子 井染道夫（元日本サッカー協会顧問）[6]
- 息子 井染成夫（医師）[要出典]
- 息子 井染壽夫（中小企業金融公庫総務部長）[要出典]
- 息子 井染具夫（陸軍少佐）[1]
- 兄 吉田護郎（陸軍少佐）[1]
- 妹 吉田鞆子(貞明皇后御用掛)[7]

## 著書
- 『西伯利経済地理』外交時報社出版部、1918年。

校閲
- 綾川武治著『近代思想と軍隊』兵書出版社、1929年。